# Danh sách phim truyền hình của Vũ trụ Điện ảnh Marvel
Loạt phim truyền hình Vũ trụ Điện ảnh Marvel (MCU) là chương trình truyền hình về siêu anh hùng của Mỹ dựa trên các nhân vật xuất hiện trong các ấn phẩm của Marvel Comics. Chúng lấy bối cảnh hoặc lấy cảm hứng từ vũ trụ chung của loạt phim MCU .
MCU lần đầu tiên mở rộng sang lĩnh vực truyền hình sau khi thành lập Marvel Television vào năm 2010, với studio đó sản xuất 12 loạt phim với ABC Studios và bộ phận sản xuất ABC Signature Studios từ tháng 9 năm 2013 đến tháng 10 năm 2020. Các phim này được công chiếu lần lượt trên các kênh truyền hình, phát trực tuyến và truyền hình cáp trên ABC, Netflix và Hulu, và Freeform. Loạt phim ABC chính được lấy cảm hứng từ các bộ phim và các nhân vật nổi bật trong phim, và được gọi là loạt phim "Marvel Heroes". Một nhóm series được kết nối với Netflix được gọi là sê-ri "Marvel Knights" và được chuyển giao với nhau. Loạt phim tập trung vào giới trẻ tập trung vào người lớn được sản xuất cho Freeform và Hulu, trong khi phần sau cũng có một nhóm loạt phim có tên "Adventure into Fear" được lên kế hoạch trước khi Marvel Television đóng cửa vào tháng 12 năm 2019.
Marvel Studios — studio sản xuất đằng sau các bộ phim — đã bắt đầu phát triển loạt phim của riêng họ vào năm 2018 cho dịch vụ phát trực tuyến Disney+. Phần đầu tiên của loạt phim này được công chiếu vào tháng 1 năm 2021, với bốn phần khác cũng đã được phát hành. Ít nhất 12 sê-ri nữa và hai sê-ri đặc biệt đang được phát triển. Một số tập trung vào các nhân vật phụ trong phim, trong khi những người khác tập trung vào các nhân vật mới xuất hiện sau này trong phim. Loạt phim của Marvel Studios có ngân sách lớn hơn nhiều so với loạt phim của Truyền hình Marvel, và kết nối với các phim theo cách mà loạt phim truyền hình Marvel không làm.

## Phát triển
Vào tháng 6 năm 2010, Marvel Television được thành lập với Jeph Loeb là người đứng đầu. Hãng phim bắt đầu sản xuất loạt phim truyền hình lấy cảm hứng từ thương hiệu phim Vũ trụ Điện ảnh Marvel (MCU), mặc dù hãng phải biết về kế hoạch của Marvel Studios đối với các bộ phim để không gây trở ngại khi giới thiệu ai đó hoặc một cái gì đó đối với vũ trụ. Vào tháng 8 năm 2015, Marvel Studios được hợp nhất vào The Walt Disney Studios với việc Chủ tịch Kevin Feige báo cáo với Chủ tịch Alan F. Horn của Walt Disney Studios thay vì Giám đốc điều hành Marvel Entertainment Isaac Perlmutter, trong khi Marvel Television vẫn nằm dưới quyền kiểm soát của Perlmutter. Điều này được coi là mở rộng khoảng cách hiện có giữa các bộ phận điện ảnh và truyền hình Marvel, và khiến các bộ phim khó có thể thừa nhận các sự kiện và nhân vật của loạt phim. Cho đến thời điểm đó, loạt phim Truyền hình Marvel duy nhất có sự tham gia đáng kể của Marvel Studios là Agent Carter.
Vào tháng 9 năm 2018, Marvel Studios đang phát triển một số loạt phim giới hạn cho dịch vụ phát trực tuyến mới của Disney có tên Disney+, tập trung vào các nhân vật "cấp hai" từ các bộ phim MCU, những người chưa và không có khả năng đóng vai chính trong phim của họ; các diễn viên thể hiện các nhân vật trong phim sẽ đóng lại vai trò của họ cho bộ phim. Feige đã đảm nhận "vai trò thực hành" trong quá trình phát triển của mỗi loạt phim, tập trung vào "tính liên tục của câu chuyện" với các bộ phim và "xử lý" các diễn viên trở lại. Loeb cho biết Marvel Television sẽ tiếp tục phát triển loạt phim MCU mới, bao gồm cả loạt phim Disney+ của riêng họ. Vào tháng 3 năm 2019, Feige cho biết loạt phim của Marvel Studios sẽ lấy các nhân vật từ các bộ phim, thay đổi họ và xem những thay đổi đó được phản ánh trong các bộ phim trong tương lai; các nhân vật mới được giới thiệu trong loạt phim cũng có thể tiếp tục xuất hiện trong phim.  Đến tháng 9 năm 2019, nhiều loạt phim hiện có của Marvel Television đã bị hủy hoặc kết thúc và một số dự án đang phát triển không tiếp tục. Variety đưa tin rằng nhận thức của ngành về những sự kiện này là Marvel Television đang bị loại bỏ dần dần để ủng hộ loạt phim mới của Marvel Studios, vốn có quyền truy cập vào các nhân vật MCU nổi tiếng. Loạt phim mới cũng có ngân sách được báo cáo là 100–150 triệu đô la mỗi phim, lớn hơn nhiều so với loạt phim của Truyền hình Marvel. Một tháng sau, Feige được bổ nhiệm là Giám đốc Sáng tạo của Marvel Entertainment, với việc Marvel Television chuyển dưới quyền của Marvel Studios và các giám đốc điều hành tại Marvel Television báo cáo cho Feige. Loeb dự kiến sẽ rời Marvel vào cuối năm.
Vào tháng 12, Feige đã gọi loạt phim của Marvel Studios là "một loại [câu chuyện] điện ảnh mới mà chúng tôi chưa từng làm trước đây", tiếp tục nói, "lần đầu tiên ... MCU sẽ xuất hiện trên màn hình TV của bạn tại nhà trên Disney + và kết nối với các bộ phim và xem đi xem lại ". Ngày hôm sau, Marvel Television thông báo rằng họ sẽ hoàn thành công việc trên loạt phim truyền hình hiện có của mình nhưng sẽ ngừng phát triển các dự án mới. Bộ phận sắp đóng cửa, với một số giám đốc điều hành chuyển đến Marvel Studios để giám sát việc hoàn thành loạt phim hiện có, bao gồm cả nhà sản xuất điều hành Karim Zreik. Các nhân viên khác đã bị sa thải, trong khi Loeb được cho là sẽ ở lại công ty cho đến khi việc bàn giao hoàn thành. Zreik rời Marvel Studios vào tháng 6 năm 2020 để trở thành người đứng đầu mảng truyền hình cho Phil Lord và Christopher Miller, những người có dự án bao gồm một số loạt phim dựa trên Marvel cho Sony Pictures Television nhằm kết nối với các bộ phim siêu anh hùng trong Vũ trụ Người Nhện của Sony (SSU).
Vào tháng 2 năm 2021, công ty sản xuất Proximity Media của Ryan Coogler được thiết lập để hợp tác với Marvel Studios trên một số bộ phim Disney+ chọn lọc như một phần của thỏa thuận truyền hình với Walt Disney Television. Vào tháng 5, trưởng biên kịch của WandaVision, Jac Schaeffer đã ký hợp đồng truyền hình tổng thể kéo dài 3 năm với Marvel Studios để phát triển các dự án Disney+ bổ sung cho hãng phim. Một tháng sau, giám đốc điều hành Marvel Studios Victoria Alonso cho biết hãng phim sẽ mở rộng hoạt động sang lĩnh vực hoạt hình với loạt phim What If ...? là một cơ hội để làm cho MCU đa dạng hơn và phương tiện hoạt hình cho phép Marvel Studios hợp tác với các công ty mới trên khắp thế giới. Vào thời điểm đó, Marvel Studios đang tạo ra một "chi nhánh hoạt hình và xưởng phim nhỏ" để tập trung vào nhiều nội dung hoạt hình hơn ngoài What If ...?, xây dựng cơ sở hạ tầng để xử lý nhiều loạt phim hoạt hình cùng một lúc và tìm cách thuê khoảng 300 nhân viên mới cho vai trò sản xuất trên một loạt loạt phim hoạt hình của Disney. Đạo diễn What If ...? Bryan Andrews cho biết mỗi loạt phim hoạt hình bổ sung sẽ tồn tại "theo thuật ngữ riêng của nó và hy vọng khám phá những khía cạnh bất ngờ của MCU", với Brad Winderbaum của Marvel Studiosnói rằng hãng phim sẽ chỉ kể những câu chuyện mà họ cảm thấy cần thiết. kể dưới dạng hoạt hình. Ông nói thêm rằng Marvel Studios sẵn sàng hợp tác với các anh chị em trong công ty là Pixar Animation và Walt Disney Animation về nội dung MCU "trong những trường hợp phù hợp".
Vào tháng 12 năm 2021, Destin Daniel Cretton đã ký hợp đồng nhiều năm với Marvel Studios để phát triển các dự án truyền hình cho Disney+. Điều này kết hợp với việc Cretton quay lại viết và đạo diễn phần tiếp theo của bộ phim MCU Shang-Chi và huyển thoại Thập Luân (2021).

## Marvel Television

### Chuỗi phim ABC
| Phim                  | Mùa | Số tập | Thời gian phát hành | Thời gian phát hành  | Phát hành | Nhà sản xuất                                  |
| Phim                  | Mùa | Số tập | Ngày bắt đầu        | Ngày kết thúc        | Phát hành | Nhà sản xuất                                  |
| --------------------- | --- | ------ | ------------------- | -------------------- | --------- | --------------------------------------------- |
| Agents of S.H.I.E.L.D | 1   | 22     | 24 tháng 9 năm 2013 | 13 tháng 5 năm 2014  | ABC       | Jed Whedon, Maurissa Tancharoen, Jeffrey Bell |
| Agents of S.H.I.E.L.D | 2   | 22     | 23 tháng 9 năm 2014 | 12 tháng 5 năm 2015  | ABC       | Jed Whedon, Maurissa Tancharoen, Jeffrey Bell |
| Agents of S.H.I.E.L.D | 3   | 22     | 29 tháng 9 năm 2015 | 17 tháng 5 năm 2016  | ABC       | Jed Whedon, Maurissa Tancharoen, Jeffrey Bell |
| Agents of S.H.I.E.L.D | 4   | 22     | 29 tháng 9 năm 2016 | 16 tháng 5 năm 2017  | ABC       | Jed Whedon, Maurissa Tancharoen, Jeffrey Bell |
| Agents of S.H.I.E.L.D | 5   | 22     | 3 tháng 9 năm 2017  | 18 tháng 5 năm 2018  | ABC       | Jed Whedon, Maurissa Tancharoen, Jeffrey Bell |
| Agents of S.H.I.E.L.D | 6   | 13     | 10 tháng 5 năm 2019 | 2 tháng 8 năm 2019   | ABC       | Jed Whedon, Maurissa Tancharoen, Jeffrey Bell |
| Agents of S.H.I.E.L.D | 7   | 13     | 27 tháng 5 năm 2020 | 12 tháng 8 năm 2020  | ABC       | Jed Whedon, Maurissa Tancharoen, Jeffrey Bell |
| Agent Carter          | 1   | 8      | 6 tháng 1 năm 2015  | 24 tháng 2 năm 2015  | ABC       | Tara Butters, Michele Fazekas, Chris Dingess  |
| Agent Carter          | 2   | 10     | 19 tháng 1 năm 2016 | 1 tháng 3 năm 2016   | ABC       | Tara Butters, Michele Fazekas, Chris Dingess  |
| Inhumans              | 1   | 8      | 29 tháng 9 năm 2017 | 10 tháng 11 năm 2017 | ABC       | Scott Buck                                    |

### Chuỗi phim Netflix
| Phim          | Mùa | Số tập | Ngày phát hành       | Phát hành | Nhà sản xuất                      |
| ------------- | --- | ------ | -------------------- | --------- | --------------------------------- |
| Daredevil     | 1   | 13     | 10 tháng 4 năm 2015  | Netflix   | Steven S. DeKnight                |
| Daredevil     | 2   | 13     | 18 tháng 3 năm 2016  | Netflix   | Doug Petrie, Marco Ramirez        |
| Daredevil     | 3   | 13     | 19 tháng 10 năm 2018 | Netflix   | Erik Oleson                       |
| Jessica Jones | 1   | 13     | 20 tháng 11 năm 2015 | Netflix   | Melissa Rosenberg                 |
| Jessica Jones | 2   | 13     | 8 tháng 3 năm 2018   | Netflix   | Melissa Rosenberg                 |
| Jessica Jones | 3   | 13     | 14 tháng 6 năm 2019  | Netflix   | Melissa Rosenberg, Scott Reynolds |
| Luke Cage     | 1   | 13     | 30 tháng 9 năm 2016  | Netflix   | Cheo Hodari Coker                 |
| Luke Cage     | 2   | 13     | 22 tháng 6 năm 2018  | Netflix   | Cheo Hodari Coker                 |
| Iron Fist     | 1   | 13     | 17 tháng 3 năm 2017  | Netflix   | Scott Buck                        |
| Iron Fist     | 2   | 10     | 7 tháng 9 năm 2018   | Netflix   | M. Raven Metzner                  |
| The Defenders | 1   | 8      | 18 tháng 8 năm 2017  | Netflix   | Marco Ramirez                     |
| The Punisher  | 1   | 13     | 17 tháng 11 năm 2017 | Netflix   | Steve Lightfoot                   |
| The Punisher  | 2   | 13     | 18 tháng 1 năm 2019  | Netflix   | Steve Lightfoot                   |

### Chuỗi phim dành cho giới trẻ
| Phim           | Mùa | Số tập | Thời gian phát hành  | Thời gian phát hành  | Thời gian phát hành | Nhà sản xuất                    |
| Phim           | Mùa | Số tập | Ngày bắt đầu         | Ngày kết thúc        | Phát hành           | Nhà sản xuất                    |
| -------------- | --- | ------ | -------------------- | -------------------- | ------------------- | ------------------------------- |
| Runaways       | 1   | 10     | 21 tháng 11 năm 2017 | 9 tháng 1 năm 2018   | Hulu                | Josh Schwartz, Stephanie Savage |
| Runaways       | 2   | 13     | 21 tháng 12 năm 2018 | 21 tháng 12 năm 2018 | Hulu                | Josh Schwartz, Stephanie Savage |
| Runaways       | 3   | 10     | 13 tháng 12 năm 2019 | 13 tháng 12 năm 2019 | Hulu                | Josh Schwartz, Stephanie Savage |
| Cloak & Dagger | 1   | 10     | 7 tháng 6 năm 2018   | 2 tháng 8 năm 2018   | Freeform            | Joe Pokaski                     |
| Cloak & Dagger | 2   | 10     | 4 tháng 4 năm 2019   | 30 tháng 5 năm 2019  | Freeform            | Joe Pokaski                     |
| Helstrom       | 1   | 10     | 16 tháng 10 năm 2020 | 16 tháng 10 năm 2020 | Hulu                | Paul Zbyszewski                 |

### Adventure into Fear
| Phim     | Mùa | Số tập | Thời gian phát hành  | Phát hành | Nhà sản xuất    |
| -------- | --- | ------ | -------------------- | --------- | --------------- |
| Helstrom | 1   | 10     | 16 tháng 10 năm 2020 | Hulu      | Paul Zbyszewski |

## Marvel Studios
Tất cả loạt phim truyền hình đang được phát hành trên Disney+.